# Surakaet Paemsri
Surakaet Paemsri (thailändisch สุระเกียรติ เพิ่มศรี; * 19. Januar 2002), auch als Film bekannt, ist ein thailändischer Fußballspieler.

## Karriere
Surakaet Paemsri stand die Saison 2022/23 beim Drittligisten Assumption United FC in der Hauptstadt Bangkok unter Vertrag. Mit dem Verein spielte er 13-mal in der Western Region der Liga. Im Sommer 2023 wechselte er zum Zweitligisten Phrae United FC. Sein Zweitligadebüt für den Verein aus Phrae gab Surakaet Paemsri am 2. September 2023 (4. Spieltag) im Auswärtsspiel gegen den Chainat Hornbill FC. Bei dem 2:1-Auswärtssieg wurde er in der 31. Minute für Laphonwich Sutthasen eingewechselt.